# Scarlat Callimachi
Scarlat Callimachi (rum. Scarlat Callimachi; ur. 1772, zm. 1821) – hospodar Mołdawii, w latach 1806, 1807–1810 i 1812–1819, oraz hospodar Wołoszczyzny, w roku 1821, z rodu Callimachi.

## Biografia
Był synem hospodara mołdawskiego Aleksandra Callimachiego. Powołany na tron mołdawski w 1806 został z niego wkrótce przez Turcję usunięty wbrew postanowieniom porozumienia turecko-rosyjskiego z 1802, zgodnie z którym stanowiska hospodarskie mieli piastować kandydaci uzgodnieni przez oba mocarstwa przez okres 7 lat. Stało się to jedną z przyczyn wybuchu wojny rosyjsko-tureckiej w 1806. Ponownie mianowany hospodarem mołdawskim w okresie zawieszenia broni w czasie wojny (1807–1809) – powrócił potem na tron mołdawski po zakończeniu wojny w 1812 (zgodnie z porozumieniami z 1802, do których powrócono – był jedynym hospodarem, który wypełnił założoną siedmioletnią kadencję). Uzyskał wówczas zwolnienie od Turcji z corocznego haraczu w związku ze zniszczeniami wojennymi w kraju, który był areną działań wojennych.
W lutym 1821 został mianowany hospodarem wołoskim – objął to stanowisko w obliczu rozpoczynającego się właśnie w Oltenii powstania antytureckiego pod wodzą Tudora Vladimirescu oraz wkraczających do Mołdawii sił zmobilizowanych przez greckie stowarzyszenie Filiki Eteria pod wodzą Aleksandra Ipsilantiego, zamierzającego wzniecić ogólnobałkańskie powstanie antytureckie z poparciem Rosji. W efekcie tego splotu wydarzeń Scarlat zmuszony został do ustąpienia już po kilku tygodniach. Kilka miesięcy później został stracony z rozkazu sułtańskiego.